# Andrejs Klementjevs
Andrejs Klementjevs (Riga, 7 de setembre de 1973) és un polític letó. És membre del Partit Socialdemòcrata «Harmonia» i diputat de les VII, VIII, IX, X, i XI Legislatures del Saeima des del 1998 al 4 de novembre de 2014.
El 1998 es va graduar a la Universitat de Telecomunicacions i Transport de Riga, en la llicenciatura d'economia. Entre els anys 2009 i 2011 va realitzar un grau de màster en Ciències socials a la Facultat d'Economia i Gestió de la Universitat de Letònia. Entre 1994 i 1998 va ser inspector (tinent de la policia) a la Unitat de Policia Criminal del Ministeri de l'Interior de Letònia.